# Zoo Tycoon 2: African Adventure
Zoo Tycoon 2: African Adventure es la segunda expansión de Zoo Tycoon 2, con una temática completa sobre África (lo que da el nombre a la Expansión), al igual que las tres primeras expansiones, contiene 20 animales, pero es mucho más pequeño, solo cuenta con una campaña de tres escenario y el mismo tutorial de Endangered Species para crea recorrido en Jeep y pocos desafíos, pero tiene objetos nuevos, aunque entre ellos no se incluye la vegetación, ya que no tiene. Se le puede abreviar como ZT2:AA o simplemente AA.

## Campaña
Llamada African Adventure (como la expansión) tiene 3 escenarios, por recompensa se desbloqueara el tema desierto.
- Grupo de Suricatas: Debe de cuidar un grupo de suricatas.
- El secretario: Debe sacar fotos para un calendario de este animal.
- Zoo de variedad africana: Último escenario, debe contar con 14 animales de África, pero solo puede tener 4 de la sabana. Puede incluir animales del resto del mundo.